# Magali Reus
Magali Reus (Den Haag, 1981) is een Nederlands beeldend kunstenares. In 2015 won ze de Prix de Rome.
Reus studeerde aan de Gerrit Rietveld Academie, die ze in 2002 verruilde voor het Londense Goldsmiths College. Ze studeerde in 2013 en 2014 aan de Rijksakademie van beeldende kunsten in Amsterdam. 
Ze maakt sculpturen waarbij ze een verband tracht aan te geven tussen het menselijk lichaam en consumptieproducten uit de 21e eeuw, ofwel tussen het esthetische en het onvolmaakte. Ze hield solo-exposities bij The Approach in Londen, The Hepworth in Wakefield, SculptureCenter in New York en de Westfälischer Kunstverein in het Duitse Münster.
Ze ontving de Prix de Rome voor vijf werken binnen haar serie Leaves. De jury schreef over haar: ‘Deze kunstenaar werkt doelgericht en beheerst aan een nieuwe koers, maakt daarbij heldere keuzes en vertaalt dit in een prikkelende presentatie die tegelijk formeel en persoonlijk is en zich geleidelijk voor de bezoeker opent.’ 
Reus woont en werkt in Londen. 
- Bibliothèque nationale de France: cb166715630 (data)
- Gemeinsame Normdatei: 1017697086
- International Standard Name Identifier: 0000 0003 6068 0872
- Library of Congress Control Number: no2017103507
- RKD-Nederlands Instituut voor Kunstgeschiedenis: 345665
- Système universitaire de documentation: 230804268
- Virtual International Authority File: 220810796
- WorldCat: E39PBJxd4qWwrkCXRcQDwRWv73